# جامعة الفارابي الوطنية
جامعة الفارابي الوطنية ((بالقازاقية: Әл Фараби атындағы Қазақ Ұлттық Университеті, Äl Farabï atındağı Qazaq Ulttıq Unïversïteti), (الروسية: Казахский национальный университет имени аль-Фараби)) وتعرف أيضاً باسم KazGU هي جامعة تقع في مدينة ألماتي في كازاخستان. سميت الجامعة على اسم أبو نصر محمد الفارابي، وهي الجامعة الأساسية في البلاد وأكبرها.
تعتبر جامعة الفارابي أقدم جامعة كلاسيكية في جمهورية كازاخستان، تأسست بموجب المرسوم الصادر عن اللجنة الإقليمية الكازاخية بتاريخ 13 تشرين الثاني (نوفمبر) 1933. بعد عام من إعلان استقلال كازاخستان عام 1990 تغيّر اسمها إلى جامعة الفارابي الكازاخية. عام 2001، صنفتها الحكومية كجامعة وطنية. يدرس في جامعة الفارابي حوالي 20000 طالب، منهم طلاب الدراسات العليا، كما يعمل فيها حوالي 2500 موظف منهم 400 دكتور وبروفيسور في العلوم وما يزيد عن 800 مرشح من أساتذة العلوم الزملاء. تعتمد الجامعة النظام المركزي شأنها شأن الجامعات الأخرى التي تأسست ضمن حكم الاتحاد السوفيتي.

## الكليات
- كلية الطب البشري
- كلية طب الاسنان
- كلية الميكانيكا والرياضيات
- كلية الفيزياء
- كلية الأحياء
- كلية الكيمياء
- كلية الجغرافيا
- كلية التاريخ
- كلية فقه اللغة
- كلية الإعلام
- كلية العلاقات الدولية
- كلية الدراسات الشرقية
- كلية العلوم السياسية والفلسفة
- كلية الاقتصاد وإدارة الأعمال
- كلية القانون
- الكلية التحضيرية للطلاب الأجانب

## روابط خارجية
- الموقع الرسمي نسخة محفوظة 14 أبريل 2009 على موقع واي باك مشين.
- الموقع الرسمي بالكازاخية نسخة محفوظة 24 سبتمبر 2008 على موقع واي باك مشين.
- الموقع الرسمي بالروسية نسخة محفوظة 28 أكتوبر 2011 على موقع واي باك مشين. (بالروسية)